# Niels Lodberg
Niels Lodberg (Hvide Sande, Dinamarca, 14 de octubre de 1980), futbolista danés. Juega de centrocampista/delantero y su actual equipo es el Sønderjysk Elitesport de la Superliga de Dinamarca. 